# Rząśniki
Rząśniki (też Rzęśniki, Rzeźniki) – jezioro w Krainie Wielkich Jezior Mazurskich, położone na północny wschód od miejscowości Orzysz, gmina Orzysz, powiat piski, województwo warmińsko-mazurskie, nieopodal leśniczówki Rząśniki. Jest małym jeziorkiem otoczonym ze wszystkich stron lasem. Poprzez cieki łączy się z jeziorem Orzysz (na południu) oraz jeziorem Kęplaste (na północy).
Jezioro powstałe w wyniku wyschnięcia wielkiego jeziora rynnowego, przecinającego morenę czołową na północ od Orzysza. Ma niebieskozielone zabarwienie wody, świadczące o zasobności w składniki pokarmowe (jezioro eutroficzne). Szeroki pas szuwaru trzcinowego oraz obecność bagiennych zarośli na skraju misy jeziora wskazuje na zaawansowany proces jego zarastania.
Brzegi jeziora zajmują pasy roślinności szuwarowej, zdominowane głównie przez trzcinę pospolitą (Phragmites australis), tatarak zwyczajny (Acorus calamus), gdzieniegdzie można spotkać pałkę wąskolistną (Typha angustifolia). Przed szuwarami, na tafli wody można zobaczyć rośliny z rodziny grzybieniowatych, takie jak grążel żółty (Nuphar luteum) lub grzybienie białe (Nymphaea alba). Błotnistą przestrzeń między lądem i wodą zajmują niższe szuwary, najczęściej w postaci różnych gatunków turzyc czy skrzypu bagiennego.
Wokół jeziora swoją obecność zaznaczają bobry powalając przybrzeżne drzewa do wody.